# 湘乡站
湘乡站，是沪昆铁路以及规划中的长沙至娄底城际铁路上的一座车站，位于湖南省湘乡市望春门，隶属广州铁路集团管辖。
湘乡站始建于1958年，原站于2008年12月25日开始拆除，并在原址上进行改扩建。2012年12月26日，改扩建后的湘乡火车站正式投入运营。建成后的湘乡火车站站房面积11947平方米，普速场设有9条股道，并预留设有到发线4条的城际场。

## 車站周邊
- 中国农业银行东风路支行
- 湘乡市博才职业技术学校
- 望春中学
- 湘乡市国家孕前优生健康检查中心

## 外部連結
- 中国铁路客户服务中心 （页面存档备份，存于）